# Hernando Calvo Ospina
Hernando Calvo Ospina (Cali, 6 de junho de 1961) é um jornalista e escritor colombiano que vive em França.

## Biografia
Em 24 de setembro de 1985, sendo ainda estudante de jornalismo na Universidade Central do Equador, em Quito, foi preso e ficou desaparecido. Como denunciou mais tarde ante o Tribunal de Garantias Constitucionais daquele país e à Amnesty International, inicialmente ele passou três dias algemado nos pés e mãos, além de ter os olhos vendados. Durante esse tempo não lhe foi permitido dormir nem tampouco comer, apenas água era repassada. Soube pelos seus próprios sequestradores que havia sido capturado em uma operação conjunta da inteligência militar colombo-equatoriana, acusado de pertencer a guerrilha colombiana. Calvo Ospina era um reconhecido crítico do governo colombiano que utilizava vários meios de expressão pública para realizar essa crítica. Levado no porta-malas de um carro, ainda vendado e algemado, foi entregue pelos seus seqüestradores ao Serviço de Investigação da Polícia, SIC. Durante cinco dias foi brutalmente torturado a base de golpes e choques elétricos. Para comer, apenas lhe davam alguns pães e sobras do cassino dos oficiais. Como não foram comprovadas quaisquer relações com organizações subversivas, no dia 4 de outubro ele foi enviado para a prisão onde passou quase três meses, sem qualquer julgamento. Por conta de uma massiva pressão internacional, o governo de León Febres Cordero decidiu deixá-lo em liberdade, mas ele foi posto num avião direto para Lima, Peru, no dia 28 de dezembro de 1985.
Depois de dois meses naquele país, protegido pelo Alto Comissariado das Nações Unidas para os Refugiados, ACNUR, o governo do presidente Alan García o considerou persona non grata, exigindo sua saída do país. E foi sob a proteção do governo francês que ele chegou à Paris em 15 de março de 1986.
Antes de retomar sua profissão de jornalista, para sobreviver durante os quatro anos de vida em Paris ele trabalhou limpando escritórios. Também foi treinador e juiz de voleibol, assim como um apaixonado bailarino e colecionador da música salsa.
É autor de vários livros, todos traduzidos para diferentes idiomas. (Ver bibliografia)
Colaborador permanente do jornal mensal francês Le Monde Diplomatique, já participou de vários documentários para algumas cadeias de televisão como a britânica BBC; a franco-alemã ARTE; e a alemã ADR.
Compartilhou conferências com personalidades como o dirigente cubano Fidel Castro, e o presidente da Venezuela Hugo Chávez Frías. Entre as personalidades políticas que já entrevistou estão o presidente de Equador, Rafael Correa.
Igualmente, para seu trabalho como jornalista entrevistou vários comandantes das guerrilhas colombianas como Raúl Reyes (†), das Forças Armadas Revolucionárias da Colômbia, FARC, e Manuel Pérez Martinez (†), máximo dirigente do Exército de Libertação Nacional, ELN.
Para a realização do seu livro “Don Pablo Escobar”, passou vários dias com membros do chamado Cartel de Medellín. Realizando "Peru: os caminhos possíveis", entrevistou vários generais do exército do Peru, e também quadros e simpatizantes da organização Sendero Luminoso.
Em Miami e Nova York entrevistou dirigentes de organizações que são acusadas como responsáveis por crimes e atentados terroristas, todos de origem cubana. Com estas entrevistas publicou o livro "Dissidentes ou Mercenários?"
Em janeiro de 2005, o documentário “The Secret Of The Bat: Bacardi Between Rum And Revolution” recebeu o Bronze World Medal, do New York Filme Festival. O documentário está baseado no livro de Calvo Ospina «Bacardi, a Guerra Oculta», onde também participa o autor.
Em 2005, Calvo Ospina foi indicado ao Prêmio Lorenzo Natali para o Jornalismo da União Europeia por um artigo feito para o Le Monde Diplomatique, em novembro de 2004, "Guerra privada na Colômbia”.
No oculta sua simpatia pela Revolução Cubana, assim como para com a Revolução Bolivariana na Venezuela e pelo processo de mudanças que está desenvolvendo o presidente Evo Morales na Bolívia. Insiste que urge uma solução política negociada para o conflito interno na Colômbia.
Investigador e denunciante do terrorismo de Estado na Colômbia, assim como da agressiva política dos Estados Unidos, especialmente contra a América Latina, descobriu em 18 de abril de 2009 que figurava na "No fly list" das autoridades dos EUA, quando o avião no qual se encontrava foi proibido de sobrevoar o espaço aéreo dos Estados Unidos, «por motivos de segurança nacional». Proveniente de Paris, a aeronave da Air France se dirigia para a cidade do México sem escalas nos Estados Unidos.

## documentários
- "Venezuela, a obscura causa" : Ver canal youtube de "Hernando Calvo Ospina"
- "El ENIGMA DEL BARCO "LA COUBRE" : Ver canal youtube de "Hernando Calvo Ospina"